# Пословно име
Пословно име је назив под којим привредно друштво обавља пословну делатност. Пословно име привредног друштва не може да буде замењиво са пословним именом другог привредног друштва, нити да изазива забуну о привредном друштву или о његовој делатности.
Оно је обележје привредног друштва као целине, као правног субјекта, а не његових огранака. Навођење пословног имена је обавезан састојак оснивачког акта друштва, односно статута, и оно се уписује у Регистар.

## Врста привредног друштва
Поред пословног имена, обавезно је да стоји и ознака врсте привредног друштва и то за:
- Ортачко друштво – „О. Д.“
- Командитно друштво – „К. Д.“
- Друштво са ограниченом одговорношћу – „Д. О. О.“ (у пракси широко распрострањено као „ДОО“)
- Акционарско друштво – „А. Д.“

Пословно име предузетника поред садржаја његовог личног имена, садржи и ознаку – „П. Р.“
Према Закону о привредним друштвима (ЗПД), који ступа на снагу 01. фебруара 2012, пословно име име повезаних друштава означава њихове облике (холдинг, концерн, матично предузеће, група). Оно не сме да ствара забуну о каквом је повезивању реч и односима повезаних предузећа.
Пословно име поред обавезних елемената може да садржи и слику, симбол или цртеж тзв. дућански знак, скраћени назив, уколико је то наведено у оснивачком акту. Име треба да буде изражено на српском језику, али може да гласи и на неком страном језику. Такође, мора бити недвосмислено и јасно и није дозвољено да његов садржај вређа уставни поредак и јавни морал.
Ако у пословно имену жели да се наведе име и симболи домаће државе или неког њеног региона, неопходно је добити дозволу надлежног органа у датој држави. У садржини пословног имена се могу наћи и име и симбол стране државе или међународне организације, ако је прописима државе или организације то дозвољено.
Такође, у свом садржају може поседовати имена различитог типа: лично, знаменитих и историјских личности. Уколико се ради о имену особе која је и даље жива, неопходно је обезбедити њен пристанак. Ако се ради о лицима која су умрла, мора се добити дозвола надлежног државног органа, а уколико та личност има живе сроднике, неопходна је и њихова сагласност до трећег степена сродства у правој линији.
Свакако, пословно име треба да одржава делатност којом се бави предузеће.
Уколико је планирано пословно име већ заузето тј. регистровано од стране друштва које обавља исту делатност, мора се одредити ново име.
Према Закону о привредним друштвима (ЗПД) је забрањено да пословно име садржи знакове контроле робе и гаранције квалитета. Уколико друштво има огранак који послује са самосталним овлашћењима, оно мора да садржи пословно име друштва и свој назив.

## Елементи

### Обавезни елементи
Пословно име сваког привредног друштва или предузетника мора садржати по самом закону неке елементе, у противном, регистар ex officio ex officioускраћује регистрацију. У ове елементе спадају:
- Ознака имена у пуном, скраћеном или модификованом облику,
- Ознака која упућује на делатност (није довољно означење целе индустријске гране, већ се захтева и ближе прецизирање доминантне делатности: дрвно-индустријско-металско-прерађивачко итд),
- Означавање облика привредног друштва (акционарско друштво – а. д.; друштво са ограниченом одговорношћу д. о. о.; командитно друштво – к. д.; ортачко друштво – о. д.) или ознаку да је реч о предузетнику,
- Ознака посебног статуса „у стечају“, „у ликвидацији “,
- Пословно име подређеног друштва мора садржати и ознаку пословног имена контролног друштва.[2]

### Факултативни елементи
Пословно име сваког привредног друштва или предузетника може, поред обавезних елемената, садржати и неке необавезне елементе ради веће дистинктивности на тржишту. Избор ових елемената у принципу је слободан. У ове елементе спадају:
- Разни додаци у виду цртежа, боја, слика, скица или појединих украса, који се могу истовремено користити и као робни и услужни жиг.
- Ознака године оснивања

Ипак, иако је избор ових елемената у принципу слободан, постоје неки елементи који спадају у ову категорију, а који се не могу садржати у пословном имену. У ове елементе спадају: прво, неистинити подаци (година оснивања, врста привредног друштва итд.); друго, ознаке супротне моралу; треће, службени знакови за контролу и гаранцију квалитета. 
Пуно пословно име предузетника садржи следеће елементе:
1. Име и презиме оснивача - предузетника
2. Додатак уз назив (пр или предузетник или ортаци или ор)
3. Делатност
4. Назив предузетника (није обавезан елемент пословног имена)
5. Место и адреса пословног седишта.[2]

## Употреба
Пословно име привредног друштва употребљава се у пословању, правном промету, а затим, и у свакодневним пословноправним комуникацијама са трећим лицима и на меморандумима. При тој употреби мора се нагласити значај поштовања начела истинитости. Пословно име мора се употребљавати како је и регистровано, јер само тако ужива правну заштиту.
Други начин употребе пословног имена је истицање на пословним просторијама. Захтевање истицања пословног имена на пословним просторијама има сврху да обавести сва заинтересована лица о месту обављања делатности или послова привредног друштва.
Трећи начин употребе пословног имена је факултативан – реч је о могућности употребе(најчешће одређеног дела) као робног или услужног знака или заштитног знака.
Привредно друштво може у пословању, поред пословног имена, да користи и једно или више модификованих и/или скраћених пословних имена, ако су та имена наведена у оснивачком акту, под истим условима и на начин под којима се користи пословно име. Скраћено (или модификовано) пословно име се региструје и има истоветну правну заштиту као и пуно пословно име.

## Заштита
Пословно име привредног друштва ужива вишеструку правну заштиту: по самом Закону (ex officio), по основу постојања оправданог пословног интереса (тужба), по основу нелојалне утакмице и кривично правно.
Сви елементи пословног имена уживају подједнаку правну заштиту, осим генеричких појмова који уопште не уживају заштиту (лабораторија, вино, подрум, агенција – „Југо-лабораторија“ – друго привредно друштво исте делатности може се звати „Србија-лабораторија“, што значи да елемент „Југо“ ужива заштиту али не и елемент „лабораторија“).
Заштита пословног имена састоји се у одбијању захтева за упис, у брисању касније регистрованог пословног имена, у забрани употребе туђег пословног имена (у правном промету, на пословним просторијама, као робни или услужни жиг или заштитни знак) и евентуално у накнади штете која је причињена и доказана.

## Промена
Пословно име привредног друштва мења се на начин одређен конститутивним актима привредног друштва и предузетника. Под променом пословног имена подразумева се како промена у целини, тако и промена било ког његовог елемента (брисање постојећих или додавањем нових ). Свака промена пословног имена региструје се и објављује да би производила правно дејство према трећим лицима.
Полазећи од начела слободног избора пословног имена, свако привредно друштво је слободно да изврши промену свог пословног имена, односно неког од његових елемената у свако доба. Ипак, начело трајности пословног имена захтева да се не врши његова промена, поготово самог имена.
До обавезне промене долази и одлуком надлежног органа државе или територијалне јединице (или међународне организације ) о ускраћивању одобрења да се носи њихово име или због овлашћеног ускраћивања даљег коришћења имена неке личности. Пословно име мора се променити и ако је по тужби заинтересованог лица изречена судска забрана даље употребе таквог пословног имена (или његових делова ) неком привредном друштву или предузетнику. Ван ових случајева, промена пословног имена је факултативна.

## Пренос
Пословно име не може бити у самосталном правном промету. Отуда се пословно име може преносити само заједно са предузећем (бизнис, делатност) или с битним претежним делом предузећа или преносом самог носиоца предузећа (предузетника, привредно друштво). Ако је реч о персоналном пословном имену, за пренос је потребна и сагласност лица чије име носи, односно његових сродника до одређеног степена сродства.

## Језик
Пословно име привредног друштва је на српском језику и писму које је у службеној употреби. Пословно име привредног друштва може бити и на страном језику, односно може да садржи и поједине стране речи, ако оне чине име, односно пословно име ортака, члана или акционара или њихов робни или услужни жиг, односно ако су уобичајене у српском језику или ако за њих нема одговарајуће речи у српском језику, односно ако се ради о речима на мртвом језику.

## Начела
Из целокупног уређења института пословног имена може се закључити да његов правни режим одређује више начела:
- Начело истинитости: сви елементи пословног имена морају одговарати стварном стању тј. бити истинити;
- Начело јавности: пословно име истиче се на пословним просторијама, користи се на пословним папирима и региструје;
- Начело јединствености: једно привредно друштво (или предузетник ) мора имати само једно пословно име под којим иступају сви његови организациони делови, што не искључује да они носе неке даље елементе индивидуализације (агенција, погон, фабрика, пословница, мотел, представништво);
- Начело искључивости (дистинкције): раније употребљено или регистровано пословно име заштићено је од могућности коришћења истог или сличног имена од стране другог привредног друштва (или предузетника ) исте или сродне делатности;
- Начело трајности: интереси пословног реномеа захтевају да пословно име буде што трајније, да се не мења (поготову само име);
- Начело обавезности: свако привредно друштво (и предузетник ) мора имати своје пословно име;
- Начело слободног избора имена (уз одређене изузетке );
- Начело првенства: региструје се под истим или сличним именом, исте или сродне делатности, оно привредно друштво (или предузетник) које се прво пријавило (изузетно се региструје оно које се касније пријавило ако докаже несавесност оног које се прво пријавило).[2]

## Намеравано (резервисано) пословно име
Оснивачи који намеравају да оснују привредно друштво у блиској будућности или да постану предузетници, могу регистровати само тзв. намеравано име и без оснивања привредног друштва или регистрације делатности предузетника, с тим што се друштво (или предузетник ) мора основати под тим именом у прописаном року од уписа резервисаног имена (могуће је и продужење тог рока, као и пренос правним послом на друго лице тог имена ), а ако се то не деси, брише се упис таквог пословног имена.

## Резервација имена
По пријему регистрационе пријаве оснивања или промене назива, Регистратор проверава да ли је под истим називом регистрован други привредни субјект, односно да ли је тај назив већ резервисан у складу са овим Законом. Препоручује се да подносиоци регистрационих пријава оснивања привредних друштава или пријава за промену назива постојећих друштава, изврше претрагу већ регистрованих или резервисаних назива помоћу Агенције за привредне регистре, како би избегли нежељено одбацивање захтева за регистрацију.
Ради веће сигурности да ће тачно одређени назив који желите да региструјете бити слободан, можете се користити правом из члана 73. и члана 74. Закона о регистрацији привредних субјеката којима је прописано да заинтересовано лице може поднети регистрациону пријаву резервације одређеног назива и доказ о уплати накнаде за резервацију назива. Ако Регистратор утврди да назив из пријаве није резервисан или регистрован и да је уз пријаву достављен доказ о уплати накнаде за резервацију назива, извршиће резервацију назива у корист подносиоца пријаве.

## Ограничења

### Ограничења коришћења националних или службених имена и знакова
- Пословно име привредног друштва може да садржи назив домаће државе или територијалне јединице, као и њен грб, заставу и друге државне амблеме или ознаке које их подражавају, уз претходну сагласност надлежног органа државе или територијалне јединице.
- Пословно име привредног друштва може да садржи име или симболе стране државе или међународне организације, у складу са прописима те државе, односно међународне организације.
- Пословно име не може да садржи или да подражава службене знакове за контролу и гаранцију квалитета.[1]

### Ограничења коришћења личних имена
- Пословно име привредног друштва може да садржи име или део имена физичког лица, уз његову сагласност, а ако је то лице умрло, уз сагласност свих наследника првог наследног реда.
- Ако привредно друштво својим пословањем или на други начин повређује част и углед лица чије је име унето у његово пословно име, то лице, односно његови наследници ако је оно умрло, има право да тражи брисање његовог имена из пословног имена друштва.[1]

### Ограничења преноса пословног имена
1. Пословно име може се пренети на друго лице само заједно с преносом привредног друштва које под тим пословним именом послује.
2. Ако члан привредног друштва чије је лично име садржано у пословном имену престане да буде члан тог привредног друштва, то привредно друштво може наставити пословање под истим пословним именом само уз његову сагласност.
3. Ако се привредно друштво пренесе на друго лице, за даљу употребу пословног имена прибавља се сагласност лица чије је лично име садржано у пословном имену или сагласност његових наследника до трећег степена сродства у правој линији.
4. Одлука о промени пословног имена доноси се на начин одређен оснивачким актом.[1]